# Municipio de Maple Forest
El municipio de Maple Forest (en inglés: Maple Forest Township) es un municipio ubicado en el condado de Crawford en el estado estadounidense de Míchigan. En el año 2010 tenía una población de 653 habitantes y una densidad poblacional de 7,08 personas por km².

## Geografía
El municipio de Maple Forest se encuentra ubicado en las coordenadas 44°48′34″N 84°39′19″O / 44.80944, -84.65528. Según la Oficina del Censo de los Estados Unidos, el municipio tiene una superficie total de 92.18 km², de la cual 91,43 km² corresponden a tierra firme y (0,81 %) 0,75 km² es agua.

## Demografía
Según el censo de 2010, había 653 personas residiendo en el municipio de Maple Forest. La densidad de población era de 7,08 hab./km². De los 653 habitantes, el municipio de Maple Forest estaba compuesto por el 98,01 % blancos, el 0,31 % eran afroamericanos, el 0,92 % eran amerindios, el 0,15 % eran asiáticos y el 0,61 % eran de una mezcla de razas. Del total de la población el 0,46 % eran hispanos o latinos de cualquier raza.